# Abbi Patrix
Pour les articles homonymes, voir Patrix.
Abbi Patrix est un conteur français qui participe depuis les années 1980, au renouveau de l’art du conte, en France comme à l’étranger.

## Biographie
Il est nourri par une double culture française et norvégienne et par un itinéraire pluridisciplinaire au croisement du théâtre, de la musique et du geste. Son goût pour les « voyages artistiques accompagnés » le conduit à créer en 1980 la Compagnie du cercle, première troupe de conteurs dont il est le directeur artistique.
Dans ses spectacles, Abbi Patrix engage une parole personnelle et contemporaine, qu’il construit à partir d’histoires traditionnelles, de récits de vie, de carnets de voyage, de souvenirs personnels, de textes littéraires.
De 2003 à 2015, il codirige La Maison du conte avec Michel Jolivet et anime Le Labo, un espace collectif et pluridisciplinaire de recherche, d’improvisation et de transmission. Il accompagne artistiquement des conteurs de France, d’Europe et d’Afrique. Il est membre fondateur du réseau FEST, qui tisse des liens entre les acteurs du conte en Europe.

## Spectacles
- 1981 : Le Devin et autres contes

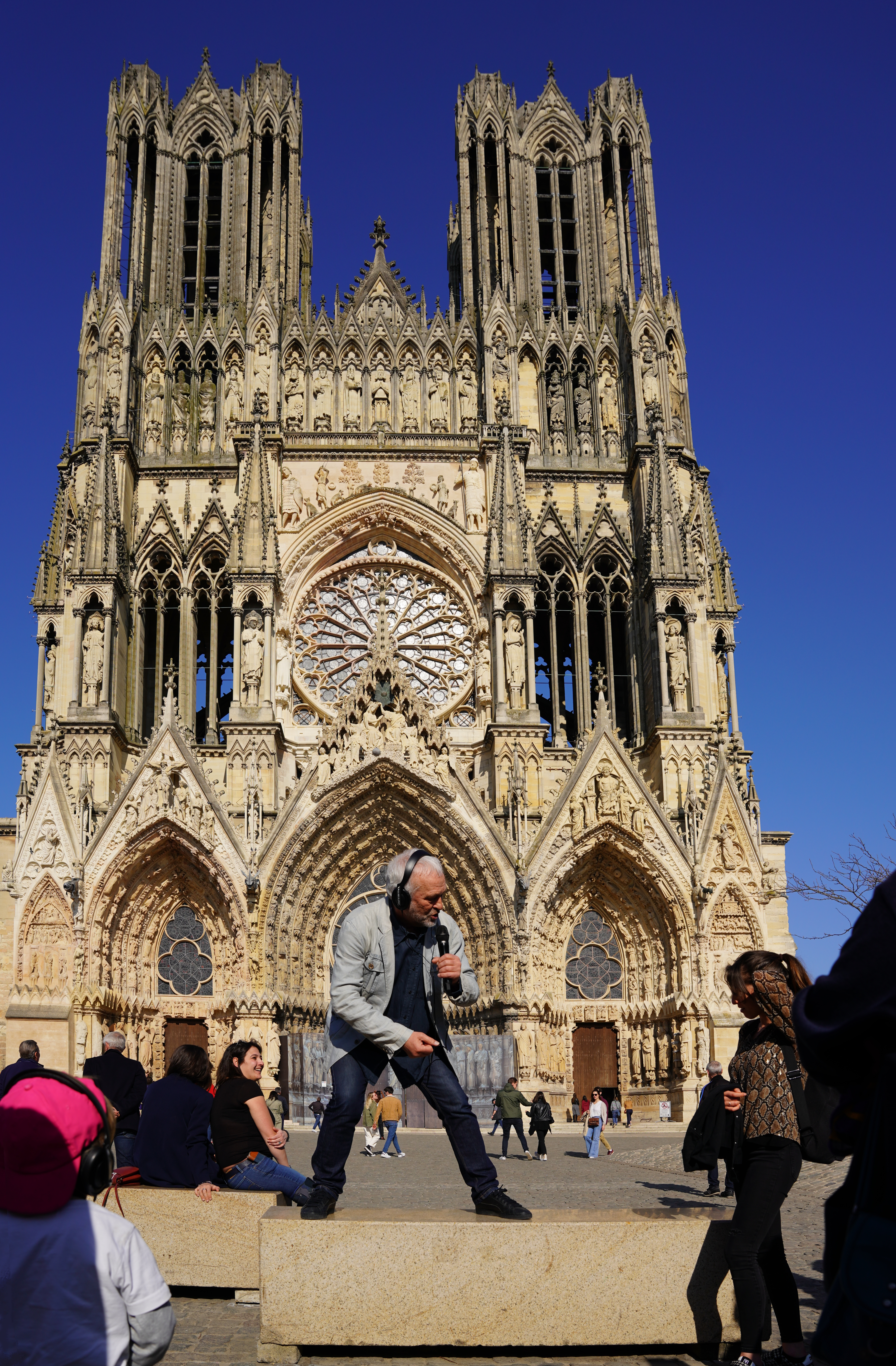
Fake, lors du festival "avant garde" à Reims sur le parvis de la cathédrale.

- 1990 : La Guerre des corbeaux et des hiboux de et avec Pascal Fauliot et Bernard Chèze (musique)[1]
- 1991 : Possible – Impossible avec Bernad Chèze (musique), mise en scène de Phyllis Roome
- 1997 : Les Morts du héros  de et avec Philippe Raulet, Jean-François Vrod (violon), chorégraphie de Pascale Houbin
- 1998 : Mots croisés, mondes croisés avec Pépito Matéo et Muriel Bloch
- 1999 : Peer Gynt de Henrik Ibsen, mise en scène de Jean-Louis Hechel, avec Phyllis Roome et Babette Masson (Théâtre de Fontainebleau, Maison du Conte, Chevilly-Larue ; Le Prisme, Saint-Quentin-en-Yvelines ; Espace Jules Verne, Brétigny-sur-Orge ; Centre culturel Boris Vian, Les Ulis, Théâtre de l'Agora, Évry ; Théâtre Maxime-Gorki, Le Petit-Quevilly ; Théâtre d'Angoulême, scène nationale)
- 2000 : Parole avec Pascale Houbin et Levent Beskardes (Théâtre Gérard-Philipe, Saint-Denis ; Châteauvallon-Scène nationale)
- 2001 : Éclats d’histoires avec Praline Gay-Para et Phyllis Roome
- 2002 : Au bout du monde de et avec Abbi Patrix (Café de la Danse, Paris 2005 ; tournée)[5]
- 2005 : Le Compagnon de et avec Abbi Patrix et Jean-François Vrod (violon) (Théâtre Dunois, Paris, 2014 ; Equinoxe, scène nationale de Châteauroux, tournée en France et en Europe 2005/2017)
- 2007 : Les Portes de et avec Abbi Patrix, collaboration à l'écriture : Pépito Matéo, Praline Gay-Para, Nathaël Moreau. (L'Apostrophe (théâtre) ;  Festival Off d'Avignon, 2007 ; Théâtre du Vieux Saint-Étienne, Rennes)[5]
- 2010 : L’Os à vœux, avec Delphine Noly, Marien Tillet, Jean-François Vrod (violon) et Linda Edsjö (percussions)
- 2010 : Pas de deux, concerts d'histoires avec Abbi Patrix et Linda Edsjö (percussions) (Festival de Skellefteå, Suède 2014, Théâtre 14, Paris 2013, Lavoir Moderne Parisien, Paris, 2011)
- 2012 : Er-Töshtük. Une épopée Kirghize de et avec Abbi Patrix et Marien Tillet (Théâtre 13, Paris, 2015 ; Théâtre du Pommier, Neuchâtel ; Festival Printemps des conteurs, Aisne ; Le Comptoir, Fontenay-sous-Bois)
- 2013 : Le Poulpe, adapté de la série littéraire Le Poulpe de Jean-Bernard Pouy, Serge Quadruppani et Patrick Raynal. Sur une idée originale de Jean-Bernard Pouy. Avec Phil Reptil et Vincent Mahey et Julien Tauber. (L'Étoile du Nord, Paris, Festival Frissons sur la ville, Grand-Couronne)
- 2014 : Loki, pour ne pas perdre le nord de et avec Abbi Patrix et Linda Edsjö (L'Étoile du Nord, Paris, Anis Gras, Arcueil, Festival Off d'Avignon)
- 2017 : Soi-même et le vaste monde, projet déambulatoire sous casques à partir de Peer Gynt. Avec Abbi Patrix (conte), Linda Edsjö (percussions), Wilfried Wendling (conception et électronique live)[6].
- 2019 : Fake, expérience électro-contée, balade avec Wilfried Wendling, Linda Edsjö, projet déambulatoire sous casques à partir de Peer Gynt. Avec Abbi Patrix (conte), Linda Edsjö (percussions), Wilfried Wendling (conception et électronique live)[7].
- 2023 : Postcast R(h)umeurs du 20ème avec Louise Harlet de l'association Les Fripons au Pavillon Carré de Baudouin. Chaque épisode diffusé dans une salle de l'exposition de réouverture du PCB relaie une rumeur dans un quartier qui est contée, décortiquée, contestée par Abbi Patrix.

## Ouvrages et discographie

### Ouvrages
- Éclats d’histoire, Cie du Cercle, 2002.
- Au bout du monde, Éditions Paradox, 2003.
- Le Compagnon, Éditions Paradox, 2005.
- Pas de deux, Éditions Paradox, 2011.
- Loki, pour ne pas perdre le Nord, Éditions Paradox, 2016.

### Discographie
- 2003 : Trolls, Naïve Records
- 2003 : L’ombre du zèbre n'est pas rayée d'après L'anthologie nègre de Blaise Cendrars, Naïve
- 2003 : Possible, impossible d'après les Petits Contes nègres pour les enfants des blancs de Blaise Cendrars, Naïve
- 2003 : L’Histoire de Jésus, Naïve
- 2003 : La Guerre des corbeaux et des hiboux, Naïve, (grand prix du disque de l’Académie Charles Cros)
- 2004 : Le Compagnon, Trolls, Naïve